# Harry Fearnley (cầu thủ bóng đá, sinh năm 1923)
Harrison "Harry" Fearnley (27 tháng 5 năm 1923 – 6 tháng 1 năm 2012) là một cầu thủ bóng đá người Anh. Ông sinh ra ở Dewsbury. Là một thủ môn, ông bắt đầu sự nghiệp với Leeds United năm 1946 trước khi gia nhập Halifax Town năm 1948. Năm 1949 ông gia nhập Newport County và có 103 lần ra sân cho câu lạc bộ. Năm 1953 ông gia nhập Selby Town, có 1 trận thi đấu cho Rochdale năm 1956 trước khi chuyển đến Winsford United.